# Camille Laurent-Gengoux
Camille Laurent-Gengoux  (* 1976) ist ein französischer Mathematiker.
Laurent-Gengoux studierte ab 1995 Mathematik an der École normale supérieure de Lyon mit der Agrégation 1998 und wurde 2002 bei Claude Roger promoviert (Quelques propriétés analytiques et géométriques des algèbres et superalgèbres de champs de vecteurs). Als Post-Doktorand war er in Straßburg und an der Penn State University als Instructor. 2004 wurde er Maître de Conférence an der Universität Poitiers, wo er sich habilitierte (From Lie groupoids to Poisson geometry). Ab 2009 war er an der Universität Coimbra in Portugal und ab 2011 Professor an der Université de Lorraine in Metz (Institut Élie Cartan).
Er veröffentlichte eine Monographie über Poisson-Strukturen und befasst sich mit verschiedenen anderen algebraischen Strukturen aus der Theorie Dynamischer Systeme und Symplektischer Geometrie wie Lie Groupoide.

## Schriften (Auswahl)
- mit Anne Pichereau, Pol Vanhaecke: Poisson Structures, Grundlehren der mathematischen Wissenschaften 347, Springer 2013
- mit Jean-Louis Tu, Ping Xu: Twisted K-theory of differentiable stacks, Annales Scientifiques de l’École Normale Supérieure, Band 37, 2004, S. 841–910, Arxiv
- mit Mathieu Stiénon, P. Xu: Holomorphic Poisson manifolds and holomorphic Lie algebroids, International Mathematics Research Notices, 2008, Arxiv
- mit Stiénon, Xu: Integration of Holomorphic Lie Algebroids, Mathematische Annalen, Band 345, 2009, S. 895–923, Arxiv
- mit E. Miranda, P. Vanhaecke: Action-angle coordinates for integrable systems on Poisson manifolds, International mathematics research notices,  2011, S. 1839–1869, Arxiv
- mit M. Stiénon, P. Xu: Non-abelian differentiable gerbes, Advances in Mathematics, Band  220, 2009, S. 1357–1427, Arxiv
- mit J. L. Tu, P. Xu: Chern–Weil map for principal bundles over groupoids, Mathematische Zeitschrift, Band 255, 2007, S. 451–491, Arxiv
- mit Stienon, Xu: Lectures on Poisson groupoids, Geometry and Topology Monographs 11, 2007, S. 473–502, Arxiv